# Михайлівська батарея (Севастополь)
Миха́йлівська берегова́ каземато́вана батаре́я (або Михайлівський равелін) — одна з небагатьох вітчизняних артилерійських оборонних фортифікаційних споруд середини XIX століття, яка збереглася до нашого часу. Батарея розташована на північному березі Севастопольської бухти.

## Історія будівництва
Батарея споруджена на місці колишньої земляної артилерійської батареї для захисту військового порту від нападу з моря у 1846 році.
Цар Микола I, розуміючи стратегічне значення Севастопольської фортеці на Чорному морі, у 1834 році затвердив план її укріплення, який передбачав, крім інших заходів, будівництво нових і реконструкцію старих берегових батарей. План укріплень фортеці, в тому числі і Михайлівській батареї, яка отримала інженерно-проектний номер 2, розробив відряджений до Севастополя інженер-полковник Карл Іванович Бюрно. Швидше за все пізніше проект був доповнений інженер-полковником Густавом Ефимовичем фон Фелькерзамом. Інженерний департамент Воєнного міністерства закінчив проектування 2-ї батареї у 1841 році і в грудні того ж року отримав затверджені креслення. Будівництво батареї тривало з 1841 до 1847 року. В тому ж році батарея була названа на честь четвертого сина Миколи I-го великого князя Михайла Миколайовича.

План батареї

Батарея була побудована з вапняку, який видобувався в каменоломнях Кілен-балки. Будівля батареї являє собою П-подібний в плані двоярусний форт, що складається з центрального корпусу і бічних крил, розташованих до нього під кутом 100°. Довжина споруди по фронту 108 метрів, разом з флангами — 205 метрів. Товщина зовнішніх стін до 1,8 метра. У тильній частині була споруджена внутрішня оборонна стіна з ровом (сьогодні зберігся лише її фрагмент біля північного барбету). Внутрішні кути споруди закінчувалися двома вежами-барбетами (збереглася тільки одна). У 58 казематах батареї і на верхньому майданчику могло розміщуватися до 115 гармат (фактично напередодні Кримської війни було 77 гармат, 68 з яких могли вести обстріл рейду). Суміжні каземати на обох ярусах форту пов'язані між собою коридором, внутрішні приміщення для особового складу розташовані у вигляді анфілади. Гарнізон батареї становив 750 осіб.
Для свого часу батарея була сучасною, добре озброєною оборонною спорудою. Фронтальна (найпотужніша) частина батареї разом з правим флангом Костянтинівської батареї забезпечувала перехресний обстріл входу на рейд Севастопольської бухти. Північне крило форту разом з укріпленнями внутрішньої оборонної стіни забезпечували оборону батареї з берега. Сектор обстрілу гармат лівого крила накривав внутрішній рейд.

## XIX століття
Під час Кримської війни батареєю командував капітан-лейтенант Микола Федорович Андрєєв. У морському бою 5 (17) жовтня 1854 року, коли союзна ескадра атакувала Севастополь з моря, Михайлівська батарея активної участі не брала через своє розташування. Спочатку вона також відкрила вогонь, але невдовзі у зв'язку з його неефективністю припинила. Надалі в казематах батареї знаходився один з госпіталів.
Після війни приміщення батареї використовувалися як складські, пізніше — як казармами Севастопольської фортечної артилерії. До початку ХХ століття у зв'язку з розвитком озброєнь Михайлівська батарея втратила оборонне значення, але до наших часів залишалася закритим об'єктом, який належав військово-морському флоту.

## ХХ століття

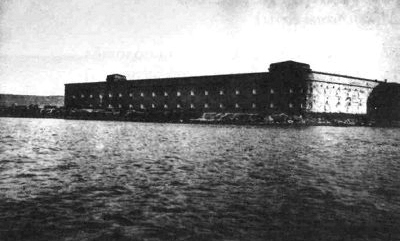
Фото батареї початку ХХ століття

В 1920 році Врангелем в казематах батареї були організовані артилерійські курси. У передвоєнні роки на території батареї розташовувалися підрозділи забезпечення 77-го авіапарку Чорноморського флоту.
В період другої оборони Севастополя батарея — один з чотирьох опорних пунктів Північної сторони під час третього штурму міста. Штурм батареї противником розпочався вранці 21 червня 1942 року. Після трьох діб боїв, в ніч на 24 червня, за наказом командування СОРу захисники батареї відійшли на Південну сторону.
В післявоєнний період в казематах Михайлівської батареї розміщувався склад шкіперського майна. Згідно з російсько-українською угодою про параметри розділу Чорноморського флоту від 28.05.1997, 2977-й склад шкіперського майна увійшов до складу Військово-морських сил України.

## Наш час
Нині на території батареї працює військово-історичний комплекс «Михайлівська батарея» — філія Національного військово-історичного музею — Військово-морського музею України. Об'єкт підпорядковується Національному військово-історичному музею України.